# 阿克拉基亞區
阿克拉基亞區（西班牙語：Distrito de Acraquia），是秘魯的一個區，位於該國中南部萬卡韋利卡大區的塔亞卡哈省，始建於1954年9月9日，面積110.27平方公里，海拔高度3,287米，2005年人口5,061，人口密度每平方公里46人。